# Spominski stolp Erči
Spominski stolp Erči ali  stolp Erči (kitajsko: 二七纪念塔; pinjin: Èrqī Jìniàntǎ) stoji v okrožju Erči v središču mesta Džengdžov v provinci Henan na Kitajskem. Stolp je visok 63 metrov in ima 14 nadstropij. V preteklosti do leta 1976 je bil najvišja stavba v Džengdžovu.

## Zgodovina
Sedanji spominski stolp Erči je bil dokončan 29. septembra 1971. Služi kot spomenik veliki stavki 7. februarja, ki se je zgodila 7. februarja 1923.
17. maja 2020 je okrožje Erči v mestu Džengdžov izdalo dokument, v katerem je navedeno, da »da bi poudarili slovesnost stolpa Erči«, načrtujejo rušenje 7. do 20. nadstropja 20-nadstropne Dvorca prijateljstva (kitajsko: 友谊大厦; pinjin: Yǒuyì Dàshà) na južni strani stolpa Erči, pri čemer bodo ohranili 1. do 6. nadstropje. Hkrati načrtujejo gradnjo približno 21.000 kvadratnih metrov velikega trga Erči.

## Opis
Stolp stoji na trgu Erči in je namenjen spominu na stavkajoče delavce Erčija, ki so stavkali med gradnjo železnice Peking-Hankou. 
Zasnova in struktura je armiranobetonska konstrukcija, visoka 63 metrov in ima 14 nadstropij. Podnožje stolpa je visoko 3 nadstropja in obdano z belo marmorno ograjo, telo stolpa pa je visoko 11 nadstropij. Zgornji vogali vsakega nadstropja so napušči v starinskem slogu in prekriti z zelenimi glaziranimi ploščicami. Na vrhu stolpa je zvonik, ki je opremljen s šestimi velikimi zvonovi s premerom 2,7 metra. Kaže čas vsako uro in igra melodijo "Vzhod je rdeč". Na najvišji točki je rdeča petkraka zvezda iz stekla. Pod petkrako zvezdo so neonske luči z napisoma Naj živi Komunistična partija Kitajske in Naj živi Mao Cetungova misel na severni oziroma južni strani. Stolp je sestavljen iz dveh petkotnikov, povezanih od vzhoda proti zahodu. Z vzhoda in od severa proti jugu je videti kot en sam stolp. Na eni strani stolpa je spiralno stopnišče, na drugi strani pa razstavni prostor. Obiskovalci se lahko povzpnejo na vrh stolpa in uživajo v razgledu na mesto.
V stolpu so razstavljeni različni zgodovinski ostanki, slike in pisno gradivo o napadu.